# جاي موراي ميتشيل
جاي موراي ميتشيل (بالإنجليزية: J. Murray Mitchell) هو ضابط أمريكي، ولد في 17 سبتمبر 1928 في نيويورك في الولايات المتحدة، وتوفي في 5 أكتوبر 1990 في واشنطن العاصمة في الولايات المتحدة.